# Erbario crittogamico italiano
L'Erbario crittogamico italiano è una raccolta di alghe, briofite, funghi e pteridofite curata dalla Società crittogamologica italiana  tra il 1858 e il 1885, alla quale parteciparono numerosi studiosi dell'epoca.  L'erbario fu pubblicato in una prima serie composta da 30 fascicoli ed in una seconda serie di 10 fascicoli per un numero complessivo di 1500 taxa.

## Collaboratori dell'Erbario crittogamico italiano
Elenco dei maggiori collaboratori dell'erbario.
- Martino Anzi (1812-1883)
- Francesco Ardissone (1837-1910)
- Francesco Baglietto (1826-1916)
- Odoardo Beccari (1843-1920)
- Ludovico Caldesi (Luigi) (1821-1884)
- Antonio Carestia (1825-1908)
- Agostino Daldini (1817-1895)
- Vincenzo Cesati  (1806-1883)
- Giuseppe De Notaris  (1805-1877)
- Luigi Dufour  (1830-1901)
- Tobias Philipp Ekart  (1799-1877) (editore)
- Franz von Hausmann (1810-1878)
- Alessio Malinverni (1830-1887)
- Emilio Marcucci (1837-1890)
- Giovanni Passerini (1816-1893)
- Antonio Piccone (1844-1901)
- Pietro Savi (1811-1871)
- Gustavo Venturi (1830-1898)
- Giuseppe Camillo Giordano (1841 - 1901)

## Specie raccolte nell'Erbario crittogamico italiano
Si elencano di seguito alcune specie di Diatomee raccolte nell'Erbario crittogamico italiano
Homeocladia dufourii De Notaris
Raccoglitore: L. Dufour
Italia (Liguria) San Giuliano, [= "S. Giuliano presso Genova"]
Anzi et al., Erb. Crittog. Ital., ser. 1, 764
Gomphonema tinctum Agardh, Rhipidophora elongata Kützing
Raccoglitore: L. Dufour
Italia (Liguria) Genova
Anzi et al., Erb. Crittog. Ital., ser. 1, 868
Encyonema caespitosum W. Smith
Italia (Piemonte) Oldenico, [= "di Oldenico, nel Vercellese"]
Anzi et al., Erb. Crittog. Ital., ser. 1, 963
Melosira heulferi Meneghini ,Odontidium hyemale Kützing , Odontidium mesodon Ralfs
Raccoglitore: M. Anzi
Italia (Lombardia) Monte Spluga, [= "Sorgenti di monte Spluga nelle Alpi Retiche"]
Anzi et al., Erb. Crittog. Ital., ser. 1, 964
Navicula appendiculata Kützing
Raccoglitore: [Pietro] Savi e O. Beccari
Italia (Toscana) Pisa
Anzi et al., Erb. Crittog. Ital., ser. 1, 965
Cymbella leptoceros, Cymbella maculata, Frustulia ulna Kützing, Synedra ulna Kützing
Raccoglitore:O. Beccari
Italia (Emilia-Romagna) Sasso, [= "Nel rio Gernese presso il Sasso nell'agro Bolognese']
Anzi et al., Erb. Crittog. Ital., ser. 1, 1179 (179)
Cymbella maculata Kützing
Raccoglitore: O. Beccari
Italia (Emilia Romagna) Bologna
Anzi et al., Erb. Crittog. Ital., ser .1 , 1180 (180)
Cocconeis pediculus Rabenhorst, Cocconeis pumila Kützing
Raccoglitore: G. Passerini
Italia (Emilia Romagna) Parma
Anzi et al., Erb. Crittog. Ital., ser. 1, 1181 (181)
Synedra ulna
Raccoglitore: [Alessio] Malinverni
Italia (Liguria) Oldenico, [= "Oldenico, nel Vercellese"]
Anzi et al., Erb. Crittog. Ital., ser. 1, 1254 (254)
Diatoma, Fragilaria capucina Desmazières , Melosira varians, Navicula, Synedra
Italia (Liguria) Oldenico, [= "Oldenico, nel Vercellese"]
Anzi et al., Erb. Crittog. Ital., ser. 1, 1256 (256)
Podosphenia communis f. dalmatica Rabenhorst, Rhipidophora dalmatica Kützing
Raccoglitore: L. Dufour, 1863
Italia (Liguria) San Nazzaro, [= "S. Nazzaro presso Genoa"]
Anzi et al., Erb. Crittog. Ital., ser. 1, 1257 (257)
Licmophora argentescens Grunow, Licmophora flabellata Grunow, Licmophora flabellata Agardh
Raccoglitore: L. Dufour
Italia (Liguria) Genova, [= "porto di Genova, presso la Lanterna"]
Anzi et al., Erb. Crittog. Ital., ser. 1, 1258 (258)
Cymbella gastroides Kützing, Gomphonema acuminatum Himnatidium pectinale, Navicula cryptocephala, Navicula oxyptera Kützing, Pinnularia acuta, Synedra capitata, Tabellaria flocculosa
Raccoglitore: [Allesio] Malinverni
Italia (Liguria) Oldenico, [= "Oldenico, nel Vercellese"]
Anzi et al., Erb. Crittog. Ital., ser. 1, 1259 (259, bis 1259)
Frustulia bipunctata Brébisson [= Frustula], Navicula brebissonii Kützing, Pinnularia brebissonii Rabenhorst, Pinnularia major Rabenhorst, Pinnularia stauroneiformis W. Smith
Raccoglitore; O. Beccari
Italia (Emilia-Romagna) Sasso [= "Stillicidii al rio Gemese presso il Sasso nel Bolognese"]
Anzi et al., Erb. Crittog. Ital., ser. 1, 1260 (260)
Synedra gaillonii Ehrenberg
Raccoglitore: [Ludovico] Caldesi, 1865
Italia (Toscana) Viareggio
Anzi et al., Erb. Crittog. Ital., ser. 1, 1322 (322)
Diatoma hiemale Lyngbye [= "hyemale"], Encyonema caespitosum Kützing, Odontidium mesodon Kützing
Raccoglitore : [Vincenzo de] Cesati
Italia (Piemonte) Sesia, [= "Salle sabbie della Sesia lambite dolle acque del fiume a Vercelli"]
Anzi et al., Erb. Crittog. Ital., ser. 1, 1342 (342)
Echinella olivacea Lyngbye, Gomphonema olivaceum Kützing, Gomphonema olivacea Rabenhorst
Raccoglitore : [Vincenzo de] Cesati Ital (Piemonte) Vercelli
Anzi et al., Erb. Crittog. Ital., ser. 1, 1343 (343)
Cocconeis mediterranea Kützing, Cocconeis scutellum Rabenhorst Rhipidophora, Synedra gaillonii [= "gallionii"]
Raccoglitore: A. Piccone
Italia (Liguria) San Guiliano, [= "S. Guiliano presso Genova"]
Anzi et al., Erb. Crittog. Ital., ser. 1, 1344 (344)
Navicula firma
Raccoglitore: G. De Notaris
Italia (Piemonte) Ramello, [= "presso Ramello, Val Intrasca, Lago Maggiore"]
Anzi et al., Erb. Crittog. Ital., ser. 1, 1446 (851)
Navicula crassinervia
Raccoglitore: G. De Notaris
Italia (Piemonte) Bieno, [= "... di Bieno, in Val Intrasca, Lago Maggiore"]
Anzi et al., Erb. Crittog. Ital., ser. 1, 1447 (852)
Cyclotella antiqua W. Smith Cyclotella operculata
Raccoglitore: G. De Notaris
Italia (Piemonte) Intra, Lago Maggiore
Anzi et al., Erb. Crittog. Ital., ser. 1, 1452
Cymbella ventricosa Agardh, Pinnularia radiosa
Raccoglitore: G. De Notaris
Italia (Piemonte) San Bernardino, [= "S. Bernardino in Val Intrasca"]
Anzi et al., Erb. Crittog. Ital., ser. 1, 1453
Gaillonella varians Ehrenberg [= "Gallionella"], Melosira arenaria Moore Orthosira arenaria W. Smith
Raccoglitore: G. Passerini
Italia (Emilia-Romagna) Parma
Anzi et al., Erb. Crittog. Ital., ser. 1, 1454
Dimeregramma mutabilis Pritchard, Fragilaria mutabilis Grunow, Odontidium mutabile W. Smith, Odontidium striolatum Kützing
Raccoglitore: G. De Notaris
Italia (Piemonte) Possaccio, [= "di Possaccio, Val Intrasca, Lago Maggiore"]
Anzi et al., Erb. Crittog. Ital., ser. 1, 1453
Achnanthes minutissima Cocconema sp., Epithemia turgida, Epithemia zebra, Synedra biceps
Raccoglitore: G. Passerni, 1867
Italia (Emilia Romagna) Parma, [= "dell 'Orto Botanico di Parma"]
Anzi et al., Erb. Crittog. Ital., ser. 2, 28
Navicula gigas
Raccoglitore: [Giuseppe[ De Notaris, 1866
Italia (Piemonte) Ungiasca[?], [= "Posse sotto Ungiasca in Valle Intrasca, Lago Maggiore"]
Anzi et al., Erb. Crittog. Ital., ser. 2, 32
Surirella splendida
Raccoglitore: [Giuseppe[ De Notaris, 1866
Italia (Piemonte) Cossogno, [= "Speente al 1.' mulino di Cossogno, in Val Intrasca, Logo Maggiore"]
Anzi et al., Erb. Crittog. Ital., ser. 2, 33
Gomphonema lagenula
Raccoglitore: [Alessio] Malinverni
Italia (Piemonte) Oldenico, [= "Risaie di Oldenicom nel Vercellese"]
Anzi et al., Erb. Crittog. Ital., ser. 2, 34
Hyalosira rectangula
Raccoglitore: F. Ardissone, 1864
Italia (Marche) Ancona, [= "Nel porto d'Ancona, sulle Briossidi"]
Anzi et al., Erb. Crittog. Ital., ser. 2, 79
Podosphenia communis Heiberg, Podosphenia hyalina Ardissone
Raccoglitore: F. Ardissone, 1864
Italia (Marche) Ancona, [= "Nel porto d'Ancona ...."]
Anzi et al., Erb. Crittog. Ital., ser. 2, 80
Frustulia pelliculosa (Grunow)[?], Navicula mutica Grunow, Navicula mutica Grunow [or Rabenhorst?], Pinnularia passerinii
Raccoglitore: G. Passerini [Italia]
Anzi et al., Erb. Crittog. Ital., ser. 2, 81
Cymatopleura solea, Nitzschia tenuis W. Smith, Pinnularia brébissonii, Pleurosigma acuminatum, Stauroneis amphicephala, Surirella angusta, Surirella minuta
Raccoglitore: G. Passerini
Italia (Emilia Romagna) Parma, [= "Nel rigagnol di un Orto, a Parma"]
Anzi et al., Erb. Crittog. Ital., ser. 2, 82
Achnanthidium lanceolatum Brébisson, Achnanthidium sp., Himantidium sp., Meridion sp., Odontidium sp.
Raccoglitore: G. De Notaris
Italia (Piemonte[?]) Saent[?], [= "On Hypnum dei ruscelli di Saent"]
Anzi et al., Erb. Crittog. Ital., ser. 2, 83
Cyclotella kuetzingiana Thwaites [= "kützingiana"], Cyclotella operculata Kützing, Cyclotella rectangula Kützing, Cymbella maculata, Fragilaria capucina
Raccoglitore: G. Passerini
Italia (Emilia Romagna) Parma
Anzi et al., Erb. Crittog. Ital., ser. 2, 84
Melosira varians C. Agardh
Raccoglitore: G. De Notaris
Italia (Liguria) Borzoli, [= "Sestri di ponente e Borzoli, Liguria"]
Anzi et al., Erb. Crittog. Ital., ser. 2, 131
Cocconeis placentula, Epithemia gibba, Epithemia ocellata Kützing, Epithemia zebra, Eunotia textricula Ehrenberg Mastogloia smithii [= "Mastogloja"]
Raccoglitore: G. De Notaris
Italia (Liguria) Albegna, [= "on Myriphyllum ... d'Albegna"]
Anzi et al., Erb. Crittog. Ital., ser. 2, 132
Navicula gigas Castracane
Raccoglitore: G. De Notaris
Italia (Piemonte) Ungiasca[?], [= "... sotto Umgiasca, in Val Intrasca, al Lago Maggiore"]
Anzi et al., Erb. Crittog. Ital., ser. 2, 133
Gomphonema pulvinatum Braun
Raccoglitore: [Franz von] Hausmann [zu Stetten] Austria (Tirol) Seis[?], [= "... nelle alpi di Seis, Tirolo meridionale"]
Anzi et al., Erb. Crittog. Ital., ser. 2, 134
Gomphonema curvatum Kützing, Rhoicosphenia curvata Rabenhorst ("stipite abbreviato")
Raccoglitori: Canepa[?] e P. Gennari
Italia (Sardegna) Pirri, [= "... podere Mossa a Pirri, Sardegna Meridionale"]
Anzi et al., Erb. Crittog. Ital., ser. 2, 135
[Diatomaceae]
Italia (Liguria) Genoa, [= "dell' Orto Botanico di Genova"]
Anzi et al., Erb. Crittog. Ital., ser. 2, 179
Epithemia gibberula Kützing, Epithemia rupestris W. Smith, Epithemia textricula Kützing, Navicula ambigua Surirella ovalis
Raccoglitore: N.A. Pedicino
Italia (Campania) Casamicciola Terme, [= "le terme di Casamacciola nell' Isola d'Ischia"]
Anzi et al., Erb. Crittog. Ital., ser. 2, 182
Synedra splendens Kützing
Raccoglitore: F. Ardissone
Italia (Marche) Fossombrone
Anzi et al., Erb. Crittog. Ital., ser. 2, 183
Denticula elegans v. valida Pedicino, Epithemia gibberula, Eunotia sancti v. antonii Ehrenberg [= "Antonii"]
Raccoglitore: N.A. Pedicino
Italia (Campania) Casamicciola Terme, [= "di Casamicciola nell' Isola d'Ischia"]
Anzi et al., Erb. Crittog. Ital., ser. 2, 184 Odontidium alpigenum Kern Odontidium glaciale Odontidium hiemale Grunow
Odontidium hiemale W. Smith, Odontidium mesodon W. Smith, Odontidium turgidum
Raccoglitore: G. De Notaris
Italia (Piemonte) San Bernardino, [= "S. Bernardino, in Val Intrasca, Lago Maggiore"]
Anzi et al., Erb. Crittog. Ital., ser. 2, 185
Achnanthes unipunctata Greville, Fragilaria unipunctata Lyngbye, Striatella unipunctata C. Agardh
Raccoglitore: N.A. Pedicino
Italia (Campania) Caiola, [= "... acqua della Cajola presso Napoli"]
Anzi et al., Erb. Crittog. Ital., ser. 2, 186
Cocconeis grevillei, Grammatophora gigas Ardissone, Grammatophora marina, Grammatophora serpentina Kützing, Rhabdonema adriaticum
Raccoglitore: F. Ardissone
Italia (Sicilia) Acireale, [= "Sicilia, ad Acireale"]
Anzi et al., Erb. Crittog. Ital., ser. 2, 187
Licmophora argentescens C. Agardh, Licmophora splendida W. Smith
Raccoglitore: N.A. Pedicino
Italia (Campania) Lago del Fusaro, [= "... nel lago Fusaro (Palude Acheruntina), me' campi Flegrei, presso Baja"]
Anzi et al., Erb. Crittog. Ital., ser. 2, 233
Achnanthes longipes C. Agardh
Raccoglitore: L. Dufour
Italia (Liguria) Cornigliano Ligure, [= "Sulla Mesogloja, a Cornigliano, presso Genova"]
Anzi et al., Erb. Crittog. Ital., ser. 2, 234
Gomphonema vulgare Rabenhorst, Sphenella naviculoides Hantzsch
Raccoglitori: E. Marcucci e O. Beccari
Italia (Toscana) Firenze
Anzi et al., Erb. Crittog. Ital., ser. 2, 235
Navicula crassinervia, Synedra lunaris Ehrenberg
Raccoglitore: G. De Notaris
Italia (Piemonte) Renco[?], [= "... nelle pozzanghere di Renco, in Val Intrasca, Lago Maggiore"]
Anzi et al., Erb. Crittog. Ital., ser. 2, 236
Surirella ovata Kützing, Surirella suevica Zeller
Raccoglitore: G. Passerini
Italia (Emilia Romagna) Parma
Anzi et al., Erb. Crittog. Ital., ser. 2, 284
Achnanthes longipes, Synedra affinis Kützing
Raccoglitore: F. Ardissone
Italia (Marche) Ancona, [= "porto di Ancona"]
Anzi et al., Erb. Crittog. Ital., ser. 2, 285
Amphora ovalis, Amphora sp., Pleurosigma acuminatum, Synedra ulna Ehrenberg
Raccoglitore: [Nicola] Terracciano
Italia (Campania) Caserta
Anzi et al., Erb. Crittog. Ital., ser. 2, 286
Synedra amphicephala Kützing
Raccoglitore: [Giovanni] Passerini
Italia (Emilia Romagna) San Lazzaro, [= "S. Lazzaro presso Parma"]
Anzi et al., Erb. Crittog. Ital., ser. 2, 287
Cocconeis placentula Ehrenberg
Raccoglitore: G. De Notaris
Italia (Sardegna)
Anzi et al., Erb. Crittog. Ital., ser. 2, 331
Epithemia turgida Kützing, Eunotia turgida Ehrenberg
Raccoglitore: G. De Notaris
Italia (Liguria) Pegli, [= "della Villa Doria, presso Pegli, Liguria occidentale"]
Anzi et al., Erb. Crittog. Ital., ser. 2, 332
Diatomella balfouriana, Frustulia saxonica Rabenhorst, Navicula crassinervia Brébisson
Raccoglitore: G. De Notaris
Italia (Trentino-Alto-Adige) Agogna [River], [= "... longo l'Agogna tra Bolzano ed Ameno"]
Anzi et al., Erb. Crittog. Ital., ser. 2, 333
Ardissonia robusta De Notaris, Synedra dalmatica Kützing, Synedra formosa, Synedra pulcherrima Hantzsch, Synedra robusta Pritchard
Raccoglitore: G. De Notaris
Italia (Campania) Isola d'Ischia, [= "ad Ischia dal Chiariss. Dott. Bolle nel 1864"]
Anzi et al., Erb. Crittog. Ital., ser. 2, 334
Grammatophora macilenta, Grammatophora subtilissima
Raccoglitore: F. Ardissone
Italia (Marche) Ancona, [= "porto di Ancona"]
Anzi et al., Erb. Crittog. Ital., ser. 2, 335
Achnanthes sp. ,Cocconeis sp., Echinella abbreviata Ehrenberg, Gomphonema abbreviatum Kützing, Synedra sp.
Raccoglitore: G. Passerini
Italia (Emilia Romagna) Parma, [= "nell'Orto Botanico di Parma']
Anzi et al., Erb. Crittog. Ital., ser. 2, 336
Epithemia turgida
Raccoglitore: G. Passerini
Italia (Emilia Romagna) Parma, [= "Orto Botanico di Parma"]
Anzi et al., Erb. Crittog. Ital., ser. 2, 381
Achnanthes minutissima Kützing, Rhoicosphenia [sp]
Raccoglitore: [Nicola] Terracciano
Italia (Campania) Caserta
Anzi et al., Erb. Crittog. Ital., ser. 2, 382
Cocconeis adriatica Kützing, Cocconeis mediterranea, Cocconeis scutellum, Cocconeis scutellum forma amplissima Rabenhorst, Cocconeis scutellum forma parma
Raccoglitore: G. De Notaris
Italia (Liguria) Genoa, [= "spiagge di Genova"]
Anzi et al., Erb. Crittog. Ital., ser. 2, 383
Ceratoneis arcus Kützing, Eunotia arcus W. Smith, Navicula arcus Ehrenberg, Synedra gibbosa Ralfs
Raccoglitore:Carestia, 1870
Italia (Lombardia[?]) Rocca, [Monte?], [= "... della Valle Vogma, Valesia"]
Anzi et al., Erb. Crittog. Ital., ser. 2, 384[a]
Ceratoneis arcus forma gracilis ("saepe tabulata"), Meridion sp., Odontidium sp.
Raccoglitore: M. Anzi
Italia (Lombardia[?]) Rocca, [Monte?], [= "... dell'alpe Rocca, catena Retica, a 2200 m."]
Anzi et al., Erb. Crittog. Ital., ser. 2, 384b
Navicula brebissonii Rabenhorst, Pinnularia stauroneiformis W. Smith
Raccoglitore: [Nicola] Terracciano
Italia (Campania) Caserta, [= "Rigagnoli dei dintorni di Caserta"]
Anzi et al., Erb. Crittog. Ital., ser. 2, 385
Cymbella ehrenbergii Kützing, Navicula inaequalis Ehrenberg, Pinnularia heteroptera Ehrenberg
Raccoglitore: G. Passerini
Italia (Emilia Romagna) San Martino Sinzano, [= "S. Martino Sinzana presso Parma"]
Anzi et al., Erb. Crittog. Ital., ser. 2, 386
Nitzschia stagnorum Rabenhorst, Nitzschia thermalis Auerswald, Surirella thermalis Kützing
Raccoglitore: G. Passerini
Italia (Emilia Romagna) Parma, [= "Rigagnoli dei dintorni di Parma"]
Anzi et al., Erb. Crittog. Ital., ser. 2, 387
Cymbella maculata, Epithemia gibba, Epithemia musculus Mastogloia smithii [= "Mastogloja"]
Raccoglitore: G. Passerini
Italia (Emilia Romagna) Parma, [= "Orto Bot. di Parma"]
Anzi et al., Erb. Crittog. Ital., ser. 2, 432
Amphitetras [sp], Biddulphia pulchella, Cocconeis grevillei, Cocconeis pellucida Grunow, Cocconeis scutellum Grammatophora marina Melosira nummuloides Rhabdonema [sp], Synedra superba
Raccoglitore: G. De Notaris
Italia (Sicilia)
Anzi et al., Erb. Crittog. Ital., ser. 2, 433
Cymbella cuspidata, Cymbella helvetica, Navicula affinis, Navicula limosa, Stauroneis amphicephala, Stauroneis cohnii Hilse, Stauroneis verbania De Notaris
Raccoglitore: G. De Notaris
Italia (Piemonte) Intra, [= "d'Intra verso la foce del S. Bernardino"]
Anzi et al., Erb. Crittog. Ital., ser. 2, 434
Synedra gaillonii Kützing
Raccoglitore: E. Marcucci
Italia (Toscana) Viareggio, [= "di Viareggio, in Toscana"]
Anzi et al., Erb. Crittog. Ital., ser. 2, 435
Cocconeis thwaitesii [= "Thwaitesii"], Cyclotella kuetzingiana, Epithemia argus, Epithemia gibba [= "Epilhemia], Navicula elliptica, Pinnularia viridis
Raccoglitore: [Franz von] Hausmann [zu Stetten] Austria (Tirol) Niederdorf, [= "presso Niederforf, in Pusteria" {Austeria}]
Anzi et al., Erb. Crittog. Ital., ser. 2, 481
Diatomaceae
Raccoglitore: G. De Notaris
Italia (Campania) Cornigliano Ligure, [= "ponti di Cornigliano, presso Genova"]
Anzi et al., Erb. Crittog. Ital., ser. 2, 483
Achnanthidium lanceolatum, Ceratoneis acicularis Pritchard, Cymatopleura apiculata, Diatoma ehrenbergii, Diatoma vulgare, Nitzschia acicularis W. Smith, Nitzschia amphioxys, Nitzschiella acicularis Rabenhorst, Surirella angusta, Surirella pinnata, Synedra acicularis Kützing
Raccoglitore: G. De Notaris
Italia (Liguria) Polcevara, [= "della Polcevera tra Rivarolo e S.ier d'Arena"]
Anzi et al., Erb. Crittog. Ital., ser. 2, 485
Navicula borealis Kützing, Pinnularia borealis Ehrenberg, Pinnularia chilensis Bleisch-Rabenhorst, Pinnularia latistriata Gregory
Raccoglitore: [?] Carestia
Italia (Trentino-Alto-Adige) Monti della Valdobbia, [= "Monti della Voldobbia, sopra Riva in Valesia"]
Anzi et al., Erb. Crittog. Ital., ser. 2, 486
Gomphonema tenellum, Navicula gracilis, Navicula lanceolata Kützing, Nitzschia amphioxys
Raccoglitore: G. De Notaris
Italia (Liguria) Genoa
Anzi et al., Erb. Crittog. Ital., ser. 2, 487
Amphipleura sp., Berkeleya adriatica Kützing, Berkeleya fragilis Greville, Navicula fragilis Heiberg
Raccoglitore: G. De Notaris
Italia (Liguria) San Nazzaro, [= "S. Nazzaro presso Genova"]
Anzi et al., Erb. Crittog. Ital., ser. 2, 488
Achnanthes [sp], Licmophora [sp], Podosphenia angustata Grunow, Podosphenia communis De Notaris, Podosphenia cuneata Ehrenberg, Podosphenia gracilis Ehrenberg, Rhipidophora [sp], Striatella [sp]
Raccoglitore: G. De Notaris
Italia (Liguria) San Nazzaro, [= "di S. Nazzaro, presso Genova"]
Anzi et al., Erb. Crittog. Ital., ser. 2, 489
Cymatopleura apiculata, Navicula amphisbaenoides, Navicula sphaerophora, Nitzschia amphioxys, Nitzschia constricta Pritchard, Nitzschia dubia W. Smith, Nitzschia vermicularis Pleurostaurum legumen Surirella angusta Surirella pinnata, Synedra constricta Kützing
Raccoglitore: G. De Notaris
Italia (Lombardia) Arena Po, [= "del Po, ad Arena Po"]
Anzi et al., Erb. Crittog. Ital., ser. 2, 531
Synedra juliana Beccari
Raccoglitore: O. Beccari
Italia (Toscana) San Giuliano Terme, [= "S. Giuliano presso Pisa"]
Anzi et al., Erb. Crittog. Ital., ser. 2, 532
Synedra acus[-]aprilina
Raccoglitore: E. Marcucci
Italia (Toscana) Lago di Castiglione della Pescaia
Anzi et al., Erb. Crittog. Ital., ser. 2, 533
Gomphonema intricatum Kützing, Gomphonema smithii
Italia ([?]) San Bernardino, [= "s. Bernardino, nel cantore Grigioni"]
Anzi et al., Erb. Crittog. Ital., ser. 2, 534
Diatomella balfouriana Greville, Disiphonia australis Ehrenberg, Eunotia tetraodon, Gomphonema acuminatum Grammatophora balfouriana W. Smith Tabellaria flocculosa
Raccoglitore: G. De Notaris
Italia (Piemonte) Varallo
Anzi et al., Erb. Crittog. Ital., ser. 2, 535
Diatoma flocculosum Lyngbye Tabellaria flocculosa Kützing
Raccoglitore: G. De Notaris
Italia (Piemonte) Val Intrasca, Lago Maggiore
Anzi et al., Erb. Crittog. Ital., ser. 2, 536
Diatomaceae
Raccoglitore: [?] Bellegrei
Italia (Piemonte) Lago del San Bernardino, [= "Lago del S. Bernardino, nei Grigioni"]
Anzi et al., Erb. Crittog. Ital., ser. 2, 571
Eunotia [sp], Himantidium gracile, Navicula crassinervia Odontidium hyemale, Pinnularia sp.
Raccoglitore: [?] Bellegrei
Italia (Piemonte) Lago del San Bernardino, [= "Lago del S. Bernardino, nei Grigioni"]
Anzi et al., Erb. Crittog. Ital., ser. 2, 572
Gomphonema acuminatum, Navicula crassinervia, Navicula rhomboides, Pinnularia borealis, Pinnularia viridis, Tabellaria fenestrata, Tabellaria flocculosa
Raccoglitore: [?] Bellegrei
Italia (Piemonte) San Bernardino, [= "ospizio del S. Bernardino, ne' Grigioni"]
Anzi et al., Erb. Crittog. Ital., ser. 2, 573
Nitzschia media
Raccoglitore: G. Passerini
Italia (Emilia Romagna) Parma, [= "in una vasca di un Giardino a Parma"]
Anzi et al., Erb. Crittog. Ital., ser. 2, 574
Cymbella maculata Kützing, Frustulia maculata Kützing
Raccoglitore: [?] Canepa[?]
Italia (Liguria) Molassana, "as "a Molassana, presso Genova"]
Anzi et al., Erb. Crittog. Ital., ser. 2, 575
Achnanthidium lanceolatum, Navicula mutica Nitzchia palea W. Smith, Pinnularia brebissonii, Synedra fusidium Kützing
Raccoglitore: G. De Notaris
Italia (Liguria) Genoa, [= "Genova, ne' fossi alla Pila"]
Anzi et al., Erb. Crittog. Ital., ser. 2, 576
Campylodiscus noricus, Campylodiscus spiralis, Cocconeis pediculus, Ctenidiola gibba, Diatoma ehrenbergii, Epithemia gibba, Grunowia sinuata, Navicula viridis Ehrenberg, Piinnularia viridis W. Smith
Raccoglitori:A. Piccone e [? Canepa[?]
Italia (Liguria) San Fruttuoso di Portofino, [= " verso S. Fruttuoso di Portofino, Ligur. orientale"]
Anzi et al., Erb. Crittog. Ital., ser. 2, 577
Navicula lanceolata Kützing, Pinnularia viridis
Raccoglitori: A. Piccone e [? Canepa[?]
Italia (Liguria) Portofino. [= "di Portofino, Liguria orientale"]
Anzi et al., Erb. Crittog. Ital., ser. 2, 578
Brachysira sp., Navicula aponina, Navicula mutica Kützing RaccoglitoriA. Piccone e [? Canepa[?]
Italia (Liguria) Bisagno, [Torrente?], [= "del Bisagno, a Genova"]
Anzi et al., Erb. Crittog. Ital., ser. 2, 579
Achnanthidium microcephala, Ctenidiola gibba, Cymatopleura elliptica, Grunowia [sp], Navicula casertana De Notaris, Navicula exilis Kützing, Navicula zellensis Cleve & Grunow Tabellaria [sp]
Raccoglitore: [Nicola] Terracciano
Italia (Campania) Casert; [= "di Caserta dal Sig. Caval.]
Anzi et al., Erb. Crittog. Ital., ser. 2, 580
Colletonema subcohaerens Thwaites, Schizonema subcohaerens Rabenhorst
Raccoglitore: O. Beccari
Italia (Emilia Romagna) Sasso, [= "Nel rio Gemese, presso il Sasso, nel Bolognese"
Anzi et al., Erb. Crittog. Ital., ser. 2, 581
Epithemia musculus Mastogloia braunii [= "Mastogloja"], Mastogloia grevillei Gregory [= "Mastogloja"], Mastogloia smithii, Navicula elliptica, Navicula limosa
Raccoglitore:G[iacomo] Doria
Italia (Liguria) La Spezia, [= "littorale della Spezia"]
Anzi et al., Erb. Crittog. Ital., ser. 2, 582
Achnanthes longipes, Campyloneis grevillei Grunow, Cocconeis pellucida Grunow, Cocconeis pseudomarginata Gregory, Cocconeis punctatissima Greville Grammatophora marina Grammatophora serpentina Rhabdonema [sp]
Raccoglitore: N.A. Pedicino
Italia (Campania) Golfo di Napoli
Anzi et al., Erb. Crittog. Ital., ser. 2, 625
Cymbella affinis Kützing, Cymbella affinis, Cymbella gregorii, Cymbella truncata Gregory
Raccoglitore: G. De Notaris
Italia (Ligura) Marassi, [= "a Marassi, presso Genova"]
Anzi et al., Erb. Crittog. Ital., ser. 2, 626
Amphora ovalis Kützing, Diatoma ehrenbergii, Himantidium pectinale, Navicula agrigentina, Navicula, Amphora Kützing, Pinnularia oblonga, Pinnularia viridis
Raccoglitore:Conte Gaetani d'Orisco
Italia (Sicilia) Naro, [= "Naro, Provincia di Girgenti"]
Anzi et al., Erb. Crittog. Ital., ser. 2, 627
Achnanthidium lanceolatum, Cocconeis placentula, Cocconeis thwaitesii Ctenidiola gibba, Fragilaria aequalis Heiberg, Fragilaria virescens Rabenhorst [= "ex part. Rabh."], Gomphonema acuminatum, Gomphonema constrictum, Navicula elliptica Pleurostaurum legumen Surirella angusta Surirella pinnata, Synedra splendens
Raccoglitore: [Giovanni Battista] Delponte
Italia (Piemonte) Carpice, [= " Sorgenti di Carpice, presso Moncalieri"]
Anzi et al., Erb. Crittog. Ital., ser. 2, 628
Fragilaria aequalis, Fragilaria bipunctata Rabenhorst, Fragilaria capucina var. constricta Grunow, Fragilaria capucina var. mesolepta Rabenhorst, Fragilaria mesolepta Rabenhorst, Gomphonema acuminatum, Gomphonema constrictum, Melosira varians, Stauroneis phoenicenteron
Raccoglitore: [?] Carestia
Italia (Piemonte) Quincinetto, [= "... isolette della Dora, a Quincinetto, presso Ivnea"]
Anzi et al., Erb. Crittog. Ital., ser. 2, 629
Achnanthidium sp., Amphora ovalis, Cocconeis pediculus Cyclotella sp., Fragilaria virescens forma parva, Gomphonema capitatum, Navicula limosa, Synedra sp.
Raccoglitore: [?] Craveri
Italia (Sicilia) Messina, [= "di Cladofore in una fontana a Messina"]
Anzi et al., Erb. Crittog. Ital., ser. 2, 630
Exilaria fasciculata Kützing, Synedra fasciculata Kützing, Synedra pulchella Kützing, Synedra pulchella Rabenhorst, Synedra saxonica Kützing
Raccoglitore:Conte Gaetani d'Orisco
Italia (Sicilia) Naro, [= "a Naro, provincia di Girgenti"]
Anzi et al., Erb. Crittog. Ital., ser. 2, 631
Amphora affinis, Cyclotella kuetzingiana, Navicula nigri [negri?], Navicula pelliculosa Hilse, Nitzschia amphibia var. padana [= "Padana"]
Raccoglitore: [F.] Negri
Italia (Piemonte) Casale Monteferrato, [= "Po, a Casale Monferrato"]
Anzi et al., Erb. Crittog. Ital., ser. 2, 632
Achnanthes longipes, Amphora beccarii De Notaris, Cocconeis scutellum, Mastogloia lanceolata Thwaites [= "Mastogloja"], Pleurosigma delicatulum
Raccoglitore: O. Beccari
Italia (Emilia Romagna) Ravenna, [= "Risaie di Ravenna"]
Anzi et al., Erb. Crittog. Ital., ser. 2, 633
Diatoma balfouriana [= "Balfouriana"], Gaillonella distans Ehrenberg, Melosira distans Kützing, Navicula crassinervia Odontidium hiemale [= "hyemale" Odontidium mesodon Odontidium mutabile, Pinnularia borealis
Raccoglitore: [?] Bellegrei
Italia ([?]) San Bernardino, [= "Rigagnoli al S. Bernardino, nel Cantore Grigioni"]
Anzi et al., Erb. Crittog. Ital., ser. 2, 634
Achnanthidium coarctatum Brébisson [= "coartatrum"], Navicula pusilla, Navicula tumida, Pinnularia mesolepta, Pinnularia panizzei De Notaris Stauroneis constricta Ehrenberg
Raccoglitore: G. De Notaris
Italia (Liguria) Ceriana, [= "raccolti del Cav. Panizzi ... a Ceriana presso San Remo"]
Anzi et al., Erb. Crittog. Ital., ser. 2, 635
Achnanthidium hungaricum Grunow
Raccoglitori:G. De Notaris, Professor F. Cravieri
Italia (Piemonte) Maridon[?], [= "di Maridon ad Ivnea, dal Sig. Profess.F. Craveri"]
Anzi et al., Erb. Crittog. Ital., ser. 2, 636
Schizonema virescens Harvey, Synedra laevis Ehrenberg
Raccoglitore:V. Betrani
Italia (Sicilia) Licata, [= "di Licata in Sicilia"]
Anzi et al., Erb. Crittog. Ital., ser. 2, 668
Echinella olivacea Lyngbye
Gomphonella olivacea Rabenhorst, Gomphonema olivaceum Kützing
Raccoglitore M[atteo] Lanzi
Italia (Lazio) San Giacomo, [= "dell' Ospedale do S. Giacomo in Roma"]
Anzi et al., Erb. Crittog. Ital., ser. 2, 669
Cymbella gracilis var. scotica, Cymbella scotica W. Smith
Raccoglitore:E[mile] Levier
Italia (Lombardia) Bormio
Anzi et al., Erb. Crittog. Ital., ser. 2, 670
Melosira arenaria Moore
Raccoglitore: [?] Beltrani
Italia (Sicilia) Licata, [= "Licata sulle conferve"]
Anzi et al., Erb. Crittog. Ital., ser. 2, 715
Melosira borreri Greville
Raccoglitore: [Conte Francesco Saverio] Castracane [degli Antelminelli]
Yugoslavia (Croatia) Canale di Trau [Trogir] in Dalmazia
Anzi et al., Erb. Crittog. Ital., ser. 2, 716
Odontidium hiemale Kützing
Raccoglitore: [Emile] Levier
Italia (Lombardia) Zebru, Val [?], [= "nella valle alpina Zebru' sopr Bormio"]
Anzi et al., Erb. Crittog. Ital., ser. 2, 717
Achnanthes longipes C. Agardh, Campylodiscus fastuosus Ehrenberg [= "fast"], Cocconeis grevillei W. Smith, Cocconeis heteroidea Rabenhorst, Cocconeis mediterranea Kützing, Cocconeis scutellum Ehrenberg, Epithemia marina Donkin [= "Doukin"], Grammatophora marina Kützing, Grammatophora serpentina Kützing, Hyalodiscus subtilis J.W. Bailey, Pleurosigma strigosum W. Smith, Rhabdonema adriaticum Kützing, Stauroneis pulchella W. Smith, Synedra superba Kützing
Raccoglitore: F. Ardissone
Italia (Sicilia) Acireale
Anzi et al., Erb. Crittog. Ital., ser. 2, 789
Doryphora elegans Roper, Podocystis adriatica Kützing, Podocystis americana J.W. Bailey
Raccoglitore:I[ldafone]. Strafforello
Italia (Liguria) Porto Maurizio, Liguria occidentale
Anzi et al., Erb. Crittog. Ital., ser. 2, 790
Amphora bullosa Fiorini-Mazzanti
Raccoglitore:Contessa E. Fiorini-Mazzanti
Italia (Lazio) Terracina, [= "nelle acque acidale salso-bromurate di Terracina"]
Anzi et al., Erb. Crittog. Ital., ser. 2, 791
Micromega obtusum Pritchard, Schizonema obtusum Greville
Raccoglitore: E. Marcucci
Italia (Toscana) Viareggio, [= "Sulla palizzata dei bagni dei Nettuno a Viareggio"]
Anzi et al., Erb. Crittog. Ital., ser. 2, 792
Homoeocladia lubrica Kützing, Schizonema lubricum Meneghini
Raccoglitore: L. Dufour
Italia (Liguria) Genoa; [= "Genova alla Lanterna"]
Anzi et al., Erb. Crittog. Ital., ser. 2, 793
Fragilaria pinnata Ehrenberg Odontidium pinnatum Kützing
Raccoglitore: [Franz von] Hausmann [zu Stetten], 1862
Italia (Trentino-Alto Adige) Bolzano
Anzi et al., Erb. Crittog. Ital., ser. 2, 794
Achnanthidium lanceolatum Brébisson, Gomphonema tenellum Kützing, Nitzschia linearis (Kützing) W. Smith Pleurostaurum legumen Rabenhorst
Raccoglitore: G. Passerini
Italia (Emilia Romagna) Parma
Anzi et al., Erb. Crittog. Ital., ser. 2, 795
Grammatophora gibberula Kützing
Raccoglitore: N.A. Pedicino
Italia (Campania) Napoli
Anzi et al., Erb. Crittog. Ital., ser. 2, 869
Rhabdonema adriaticum Kützing
Raccoglitore: N.A. Pedicino
Italia (Campania) Napoli
Anzi et al., Erb. Crittog. Ital., ser. 2, 870
Gomphonema tenellum Kützing
Raccoglitore: G. De Notaris
Italia (Liguria) Fanghi d'Acqui
Anzi et al., Erb. Crittog. Ital., ser. 2, 871
Amphitetras antediluviana Ehrenberg, Biddulphia pulchella Greville, Triceratium arcticum Brightwell
Raccoglitore: N.A. Pedicino
Italia (Campania) Napoli
Anzi et al., Erb. Crittog. Ital., ser. 2, 872
Odontidium hiemale (Lyngbye) Kützing
Raccoglitore:V[incenzo] Cesati
Italia (Piemonte) Sesia, [fiume], [= "Vercelli in margine alla correnti della Sesia ..."]
Anzi et al., Erb. Crittog. Ital., ser. 2, 913
Cocconema cistula [= "cystula"], Gomphonema dichotomum, Gomphonema tenellum Kützing, Navicula elliptica, Synedra radians
Raccoglitore: G. De Notaris
Italia (Liguria) Bisogno, [Torrente?], [= "Genova, nelle acque del Bisagno"]
Anzi et al., Erb. Crittog. Ital., ser. 2, 914
Amphora ovalis var. nana, Navicula cuspidata, Nitzschia amphioxys W. Smith, Nitzschia parvula Surirella ovata Kützing
Raccoglitore: G. De Notaris
Italia (Liguria) San Pietro della Foce, [= "A.S. Pietro della Foce presso Genova"]
Anzi et al., Erb. Crittog. Ital., ser. 2, 1028
Rhabdonema adriaticum Kützing
Raccoglitore:Sige. Favarger [?]
Italia (Campania) Isola d'Ischia
Anzi et al., Erb. Crittog. Ital., ser. 2, 1029
Fragilaria mesodon Ehrenberg, Meridion circulare, Odontidium hiemale Kützing var. minima Rabenhorst, Odontidium mesodon Kützing, Synedra splendens, Synedra ulna Raccoglitori[?] Maggio 1881, G[iovanni]. Arcangeli
Italia (Piemonte) Turin, [= "...il Po presso l'Orto botanico di Torino"]
Anzi et al., Erb. Crittog. Ital., ser. 2, 1126
Diatoma ehrenbergii Kützing
Raccoglitore:G[iovanni] Arcangeli
Italia (Piemonte) Strura[?], [= "della Strura presso Torino"]
Anzi et al., Erb. Crittog. Ital., ser. 2, 1127
Cymbella gastroides Cymbella helvetica Kützing
Raccoglitore:G[iovanni] Arcangeli
Italia (Piemonte) Strura[?], [= "della Strura presso Torino"]
Anzi et al., Erb. Crittog. Ital., ser. 2, 1128
Diatomaceae
Raccoglitore:F. Negri
Italia (Piemonte) Casale Monteferrato, [= "A Casale Monferrato"]
Anzi et al., Erb. Crittog. Ital., ser. 2, 1136
Surirella ovalis Kützing ("varieties")
Raccoglitore:F. Negri
Italia (Piemonte) Casale Monteferrato, [= "presso Casale Monferrato"]
Anzi et al., Erb. Crittog. Ital., ser. 2, 1226
Cocconema cymbiformis, Cymbella cymbiformis (Ehrenberg) Brébisson
Raccoglitore:F. Negri
Italia (Piemonte) Casale Monteferrato, [= "Casale Monferrato"]
Anzi et al., Erb. Crittog. Ital., ser. 2, 1227
Amphipleura pellucida Kützing
Raccoglitore:F. Negri
Italia (Piemonte[?]) Mombello Monteferrato, [= "Nelle acque fluenti a Mombello Monferrato"]
Anzi et al., Erb. Crittog. Ital., ser. 2, 1228
Nitzschia linearis W. Smith
Raccoglitore:F. Negri
Italia (Piemonte) Casale Monteferrato, [= "presso Casale Monferrato"]
Anzi et al., Erb. Crittog. Ital., ser. 2, 1229
Nitzschia minuta Bleisch
Raccoglitore:F. Negri
Italia (Piemonte) Casale Monteferrato, [= "lungo il Po a Casale Monferrato"]
Anzi et al., Erb. Crittog. Ital., ser. 2, 1230
Navicula amphisbaena Bory
Raccoglitore:F. Negri
Italia (Piemonte) Casale Monteferrato, [= "A Casale Monferrato negli stagni presso il Po"]
Anzi et al., Erb. Crittog. Ital., ser. 2, 1231
Navicula radiosa Kützing
Pinnularia [sp]
Raccoglitore:F. Negri
Italia (Piemonte) Morano sul Po, [= "A Morano (Casale Monferrato)"]
Anzi et al., Erb. Crittog. Ital., ser. 2, 1232
Pleurosigma acuminatum Grunow Pleurosigma scalproides Rabenhorst
Raccoglitore:F. Negri
Italia (Piemonte) Casale Monteferrato, [= "del Po a Casale Monferrato"]
Anzi et al., Erb. Crittog. Ital., ser. 2, 1233
Gomphonema angustatum var. productum Grunow
Raccoglitore:F. Negri
Italia (Piemonte) Casale Monteferrato
Anzi et al., Erb. Crittog. Ital., ser. 2, 1234
Meridion circulare C. Agardh
Raccoglitore:F. Negri
Italia (Piemonte) Tonco[?], [= "Nei rigagnoli dei prati a Tonco nei colli del Casalese"]
Anzi et al., Erb. Crittog. Ital., ser. 2, 1235
Melosira varians C. Agardh
Raccoglitore: G. Arcangeli
Italia (Piemonte) Turin, [= "presso il Parco nei'clintonii di Torino"]
Anzi et al., Erb. Crittog. Ital., ser. 2, 1319
Cymbella affinis Kützing
Raccoglitore:F. Negri
Italia (Piemonte) Casale Monteferrato, [= "presso Casale Monferrato"]
Anzi et al., Erb. Crittog. Ital., ser. 2, 1320
Cocconeis pediculus Ehrenberg
Raccoglitore: [F.] Negri
Italia (Piemonte) Casale Monteferrato, [= "Casale Monferrato"]
Anzi et al., Erb. Crittog. Ital., ser. 2, 1321
Pinnularia passerinii De Notaris
Raccoglitore: G. Passerini
Italia (Emilia Romagna) Parma, [= "Nei viali del R. Orto Botanico di Parma"]
Anzi et al., Erb. Crittog. Ital., ser. 2, 1322
Diatoma ehrenbergii Kützing
Raccoglitore: G. De Notaris
Italia (Piemonte) Stresa, Lago Maggiore
Anzi et al., Erb. Crittog. Ital., ser. 2, 1423
Ceratoneis arcus Kützing, Eunotia arcus W. Smith, Navicula arcus Ehrenberg
Raccoglitore: G. De Notaris
Italia (Piemonte) Val Intrasca, [= "Nella Valle Intrasca (Lago Maggiore)"]
Anzi et al., Erb. Crittog. Ital., ser. 2, 1424
Schizonema implicatum Harvey
Schizonema rutilans var. implicatum
Raccoglitore:I[ldafone] Strafforello
Italia (Liguria) Porto Maurizio
Anzi et al., Erb. Crittog. Ital., ser. 2, 1425
Schizonema zanardinii Meneghini
Raccoglitore: [Conte Francesco Saverio] Castracane [degli Antelminelli]
Italia (Marche) Fano, [= "Alla spiaggia di Fano (Adriatico)"]
Anzi et al., Erb. Crittog. Ital., ser. 2, 1426
Homoeocladia sigmoidea W. Smith, Nitzschia fasciculata Grunow, Nitzschia hungarica Grunow [= "Ntzschia"], Rhoicosphenia curvata Grunow, Synedra affinis Kützing
Raccoglitore M[atteo] Lanzi
Italia (Lazio) Ostia Antica, [= "Nello stagno di Ostia"]
Anzi et al., Erb. Crittog. Ital., ser. 2, 1427
Cyclotella pantanelliana Castracane
Raccoglitore M[atteo] Lanzi Yugoslavia (Croatia) Croce[?], [= "Croce (Spoleto)"]
Anzi et al., Erb. Crittog. Ital., ser. 2, 1428